# 타오위안 국제공항 첩운
타오위안 국제공항 첩운은 타이완 타오위안시에 있는 타오위안 국제공항과 타이베이시에 있는 타이베이역을 잇는 지하철 노선이다. 실제는 타오위안 국제공항 MRT로 개명되었으며, 빠른 교통을 연결하는 계획 시스템이다.

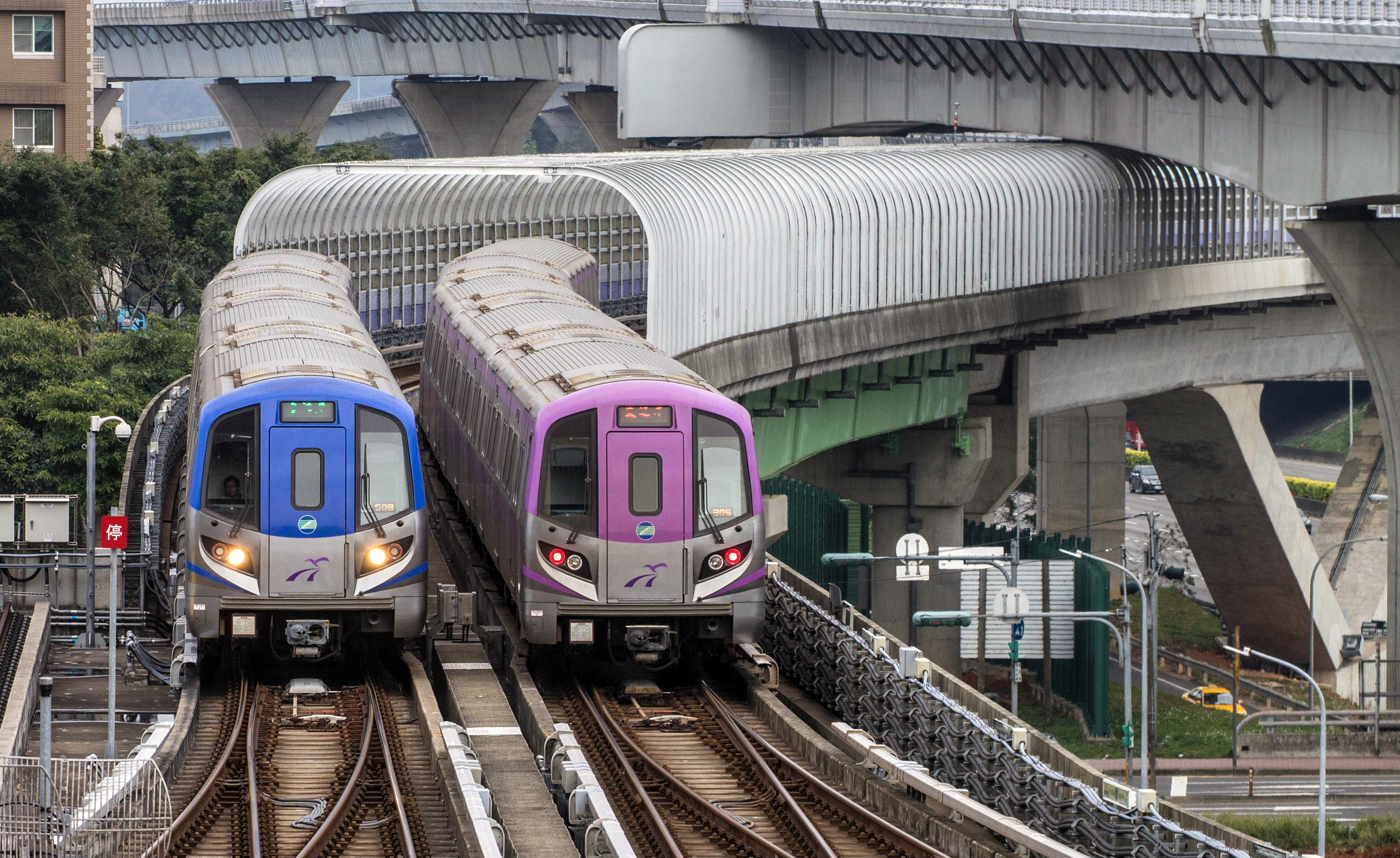

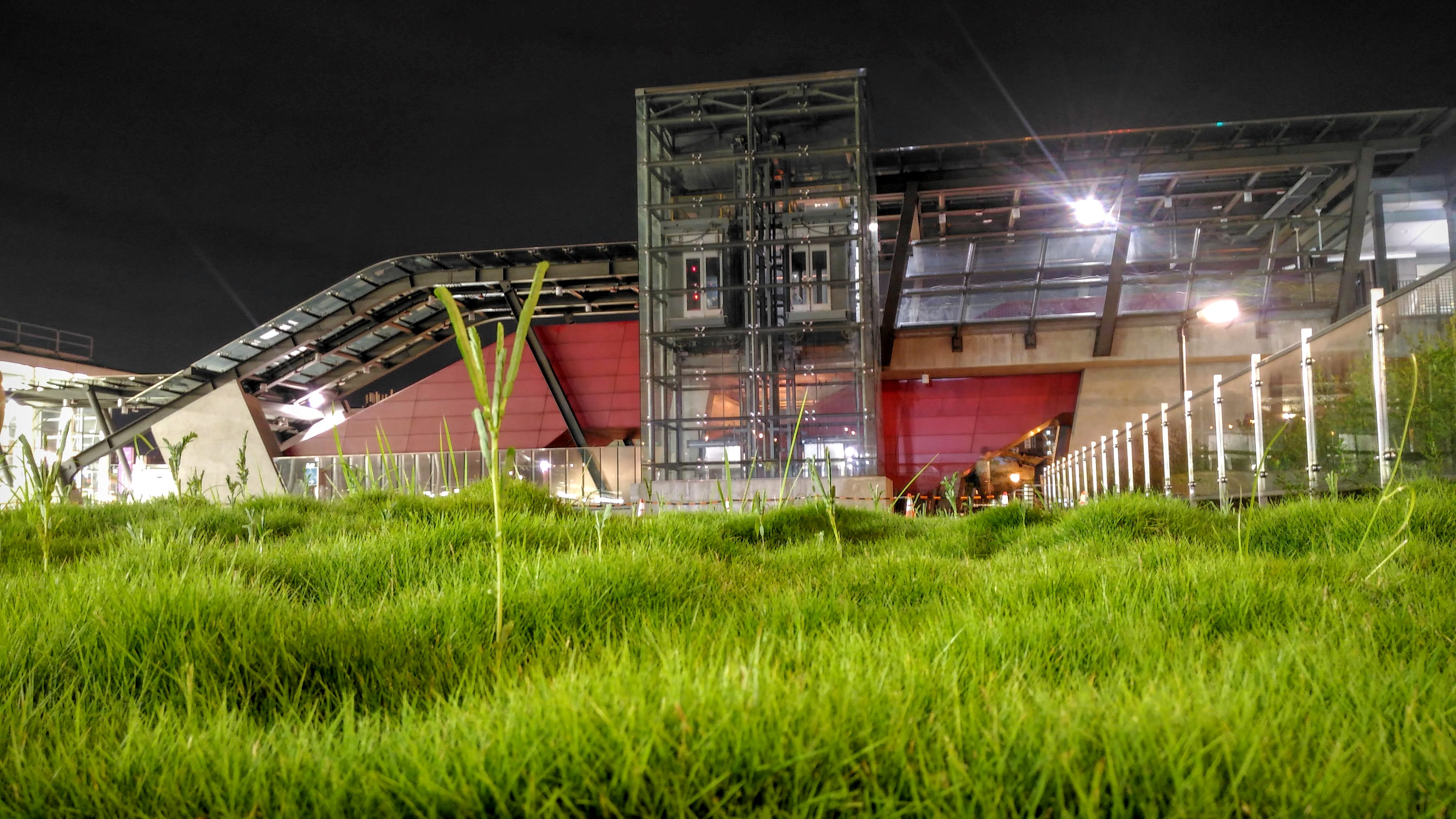
고속철도 타오위안 역

## 개요
대만의 하늘의 현관인 타이완 타오위안 국제공항은 1979년 개항 이후 고속 도로 이외에 타이베이시와 교통이 없고 여행자는 자가용인지 리무진 버스를 이용하는 것 외, 공항 접근 수단이 확보되지 않은 상황이다. 이 문제를 타개하기 위해, 행정원 교통부는 공항 철도의 건설을 계획하고 1998년에 일단 BOT방식에 의한 철도 노선 건설이 결정됐지만, 2003년에 계획의 중단이 발표되었다.
이 동안 채용하는 철도 형태와 루트를 둘러싸고 갖가지 논의(첩운 방식, 트랜스 래피드 방식, 대만 철로 관리국 린커우 화물선의 여객선화 방식, 대만 고속 철도 신선 건설 방식)이 거행되어 최종적으로 지애원 방식에 의한 운행이 2005년에 결정되었다. 또 건설 방식은 기존의 BOT방식을 단념해 교통부 고속철로 공정사와 타이베이 시 정부 첩운 공정국의 정부 직할의 건설 방식이 2004년에 결정되었다.
그 뒤 2005년에 입찰이 행해져 일본 연합(마루베니, 카와사키 중공업·히타치 제작소), 독일 지멘스 그룹, 프랑스·대만 연합(알스톰·CTCI)의 3자가 응찰한 결과 2006년에 일본 연합이 철도 시스템 일식 및 차량 기지 건설 계약을 수주한다. 이 일본 연합에 의해 낙찰은 아시아에서 일본 기업에 의하면 처음 공항 철도 사업의 참가했다.
사업 주체는 당초는 국영 철도 · 타이완 철로 관리국이었으나 운영 사업자에 대해서는 미정이었다. 그 뒤 2009년 5월 9일 타이베이 대중 첩운 유한 책임 회사와 타오위안 현 정부가 설립할 예정의 타오위안 첩운 공사에 의해 운영하는 것이 정식으로 결정했다.

## 연혁
- 2006년 2월 27일 : 싼충 역 - 고속철도 타오위안 역 착공.
- 2006년 6월 26일 : 싼충 역 - 고속철도 타오위안 역 토건 공정 기공.
- 2006년 9월 25일 : 타이베이역 - 싼충 역 착공.
- 2007년 5월 2일 : 타이베이 역 - 싼충 역 토건 공정 기공.
- 2008년 12월 31일 : 타이베이 역 빌딩 착공 .
- 2010년 11월 : 기전 계통 공정 개시
- 2012년 11월 : 환베이 역 - 중리 역 착공. → 입찰자 없이 연기
- 2012년 12월 22일 : 공항 제1터미널 역 ~ 고속철도 타오위안 역 개통.
- 2013년 5월 8일 : 교통부 고속철로 공정국, 마루베니, 공사 하도급 업체의 계약 문제 등을 이유로 개업을 2년 후의 2015년 말에 재연.
- 2013년 6월 12일 : 싼충 역 ~ 제1공항 역, 고속철도 타오위안 역 환베이 역 간이 개통.
- 2014년 8월 15일 : 타이베이역 - 싼충 역이 개통되어 타이베이 첩운 공정국에서 교통부 철도국에 인도가 열렸다.
- 2014년 10월 23일 타이베이 역 - 싼충 역 개통.
- 2017년 3월 2일 : 타이베이 역 - 타오위안 공항 ~ 환베이 역 정식 개통
- 2023년 7월 31일 : 라오제시 역 개통
- 2028년 : 라오제시 역 - 중리 역 개통 예정

## 역 목록
| 역번호 | 역명                                    | 역명                | 역명                                               | 급행       | 접속 노선 | 소재지                | 소재지                |
| 역번호 | 한국어                                  | 중국어              | 영어                                               | 급행       | 접속 노선 | 소재지                | 소재지                |
| ------ | --------------------------------------- | ------------------- | -------------------------------------------------- | ---------- | --- | --------------------- | --------------------- |
| A1     | 타이베이역                              | 台北車站            | Taipei Main Station                                | ●          | 타이베이 첩운 단수이신이선 타이베이 첩운 반난선 타이베이 첩운 쑹산신뎬선 (베이먼역) ■ 타이완 철로 관리국 종관선 ■ 타이완 고속철도 | 타이베이시            | 중정 구               |
| A2     | 싼충                                    | 三重                | Sanchong                                           | \|         | 타이베이 첩운 중허신루선 | 신베이시              | 싼충 구               |
| A3     | 뉴타이베이산업단지                      | 新北產業園區        | New Taipei Industrial Park                         | ●          | ■ 타이베이 첩운 환상선 | 신베이시              | 신좡 구               |
| A4     | 신좡부도심                              | 新莊副都心          | Xinzhuang Fuduxin                                  | \|         | | 신베이시              | 신좡 구               |
| A5     | 타이산                                  | 泰山                | Taishan                                            | \|         | | 신베이시              | 타이산 구             |
| A6     | 타이산구이허 (밍즈과기대)               | 泰山貴和 (明志科大) | Taishan Guihe (Ming Chi University of Technology)  | \|         | | 신베이시              | 타이산 구             |
| A7     | 국립체육대학교 (구이산러산)             | 體育大學 (龜山樂善) | National Taiwan Sport University (Guishan Leshan)  | \|         | | 타오위안 시 구이산 구 | 타오위안 시 구이산 구 |
| A8     | 창컹병원                                | 長庚醫院            | Chang Gung Memorial Hospital                       | ●          | | 타오위안 시 구이산 구 | 타오위안 시 구이산 구 |
| A9     | 린커우                                  | 林口                | Linkou                                             | \|         | | 신베이시 린커우 구    | 신베이시 린커우 구    |
| A10    | 샨비                                    | 山鼻                | Shanbi                                             | \|         | ■ 타오위안 첩운 종선 | 타오위안 시           | 루주 구               |
| A11    | 컹커우                                  | 坑口                | Kengkou                                            | \|         | ■ 타오위안 첩운 녹선 | 타오위안 시           | 루주 구               |
| A12    | 공항터미널1                             | 機場第一航廈        | Airport Terminal 1                                 | ●          | | 타오위안 시           | 다위안 구             |
| A13    | 공항터미널2                             | 機場第二航廈        | Airport Terminal 2                                 | ●          | | 타오위안 시           | 다위안 구             |
| A14    | 공항터미널3                             | 機場第三航廈        | Airport Terminal 3                                 | ●          | | 타오위안 시           | 다위안 구             |
| A14a   | 공항호텔                                | 機場旅館            | Airport Hotel                                      | 미운행구간 | | 타오위안 시           | 다위안 구             |
| A15    | 다위안                                  | 大園                | Dayuan                                             | 미운행구간 | | 타오위안 시           | 다위안 구             |
| A16    | 항산                                    | 橫山                | Hengshan                                           | 미운행구간 | ■ 타오위안 첩운 녹선 | 타오위안 시           | 다위안 구             |
| A17    | 링항 (다위안국제고교)                   | 領航 (大園國際高中) | Linghang (Dayuan International Senior High School) | 미운행구간 | | 타오위안 시           | 다위안 구             |
| A18    | 타오위안고속철도역 (일부 급행열차 정차) | 高鐵桃園站          | Taoyuan HSR Station                                | 미운행구간 | ■ 타이완 고속철도 | 타오위안 시           | 중리 구               |
| A19    | 타오위안체육공원                        | 桃園體育園區        | Taoyuan Sports Park                                | 미운행구간 | | 타오위안 시           | 중리 구               |
| A20    | 싱난                                    | 興南                | Xingnan                                            | 미운행구간 | | 타오위안 시           | 중리 구               |
| A21    | 환베이 (일부 급행열차 정차)             | 環北                | Huanbei                                            | 미운행구간 | ■ 타오위안 첩운 귤선 | 타오위안 시           | 중리 구               |
| A22    | 라오제시                                | 老街溪              | Laojie River                                       | 미운행구간 | | 타오위안 시           | 중리 구               |
| A23    | 중리역 (일부 급행열차 정차 예정)        | 中壢車站            | Zhongli Railway Station                            | 미운행구간 | ■ 타이완 철로 관리국 종관선 ■ 타오위안 첩운 녹선                                                                                  | 타오위안 시           | 중리 구               |

## 같이 보기
- 타이베이 첩운